# Barghe
Barghe (Barghe in dialetto bresciano) è un comune italiano di 1 153 abitanti della provincia di Brescia in Lombardia. Situato in Valle Sabbia, appartiene alla omonima comunità montana.

## Geografia fisica

### Territorio
Barghe si trova in Valle Sabbia alla convergenza fra il fiume Chiese e la strada che dalle coste di Sant'Eusebio porta a Brescia.
Il comune confina con Sabbio Chiese, Preseglie, Vestone e Provaglio Val Sabbia e ha come frazioni Fossane, Vrange e Ponte Re.

### Sismologia
Secondo la Classificazione sismica il comune appartiene alla zona 2 (zona con pericolosità sismica media dove possono verificarsi terremoti abbastanza forti).

### Clima
Il clima a Barghe è caldo e temperato, con piovosità significativa durante tutto l'anno.
La temperatura media annuale è di 10,1 °C, essendo luglio il mese con temperature più alte (23,2 °C) e gennaio il mese con temperature più basse (-2,8 °C).
La piovosità media annuale è di 1354 mm. In particolare le piogge sono più scarse nel mese di gennaio (58 mm) e più abbondanti nel mese di novembre (144 mm).
| [ 6 ]               | Mesi | Mesi | Mesi | Mesi | Mesi | Mesi | Mesi | Mesi | Mesi | Mesi | Mesi | Mesi | Stagioni | Stagioni | Stagioni | Stagioni | Anno  |
| [ 6 ]               | Gen  | Feb  | Mar  | Apr  | Mag  | Giu  | Lug  | Ago  | Set  | Ott  | Nov  | Dic  | Inv      | Pri      | Est      | Aut      | Anno  |
| ------------------- | ---- | ---- | ---- | ---- | ---- | ---- | ---- | ---- | ---- | ---- | ---- | ---- | -------- | -------- | -------- | -------- | ----- |
| T. max. media (°C)  | 4,4  | 5,4  | 9,5  | 13,2 | 17,2 | 21,3 | 23,2 | 22,9 | 18,6 | 14,3 | 9,0  | 5,3  | 5,0      | 13,3     | 22,5     | 14,0     | 13,7  |
| T. min. media (°C)  | −2,8 | −2,6 | 0,0  | 3,5  | 7,9  | 12,6 | 15,4 | 15,8 | 12,7 | 8,6  | 3,9  | −0,6 | −2,0     | 3,8      | 14,6     | 8,4      | 6,2   |
| Precipitazioni (mm) | 58   | 65   | 79   | 123  | 139  | 141  | 135  | 128  | 127  | 137  | 144  | 78   | 201      | 341      | 404      | 408      | 1 354 |

Barghe appartiene alla zona climatica E. (Comuni con gradi-giorno tra 2101 e 3000.)

## Origini del nome
Secondo alcuni il nome deriva da un antico ponte di barche che attraversava il fiume Chiese per consentire ad uomini e merci delle Valli di risalire verso il Trentino. Secondo la tesi più accreditata il nome deriverebbe dall'etimo "barek", che significa banco, copertura. Pare infatti che nel medioevo in questa zona della Valle Sabbia, profittando del riparo di una grande parete rocciosa e ben soleggiata, vennero costruite delle tettoie recintate destinate alla custodia e riparo di animali domestici: capre, mucche, pecore. Queste baracche di legno utilizzate oltre che per il bestiame anche al ricovero di viandanti, avrebbero indicato la località.

## Storia

### Dalla preistoria alla dominazione di Venezia
A Barghe in una grotticella situata dietro l'abside della cappella di S. Gottardo, un piccolo santuario incuneato nella roccia di una stretta gola in prossimità della statale del Caffaro fu rinvenuta una testimonianza paleontologica della Valle Sabbia. In tale cavità nel secolo scorso furono rinvenuti avanzi di fauna pleistocenica, insieme con resti ed alcuni oggetti preistorici: tra questi una lama ritoccata di selce grigia.
I reperti fino al 1944 furono conservati nel cassetto di un mobile della sacrestia.
Successivamente la lama unitamente a quattro schegge atipiche di selce rossiccia, altre testimonianze di vita preistorica,  vennero consegnate per la custodia al Museo di Storia Naturale di Brescia.

### La perdita della qualifica di comune
In conseguenza della riforma amministrativa compiuta in epoca fascista, fra il 1923 e il 1929, Barghe perse la qualifica di Comune, per divenire una frazione del vicino Comune di Sabbio Chiese. L'atto ufficiale della fusione con il Comune di Sabbio Chiese porta la data 26 giugno 1928.
Al termine della seconda guerra mondiale e della caduta del Fascismo, gli abitanti di Barghe iniziano immediatamente le pratiche per riavere l'autonomia comunale. I barghesi infatti non accettarono mai la subordinazione al comune di Sabbio Chiese, che consideravano la conseguenza di una iniqua legge fascista.

### Il ritorno alla autonomia locale
Solo nel 1956, il prefetto di Brescia firmò l'atto di ricostituzione del Comune di Barghe. Il decreto fu firmato dall'allora Presidente della Repubblica, Giovanni Gronchi, in data 16 luglio 1956.
Fu nominato un Commissario Prefettizio, in attesa della nomina del nuovo sindaco. Barghe era però privo di una adeguata sede municipale. Intervenne allora la signora Maria Beccalossi vedova Bonacina che con una munifica donazione rese possibile l'acquisto dell'area necessaria per la costruzione del palazzo municipale.
Le prime elezioni comunali si svolsero il 26 maggio 1957.

### Simboli

Stemma del comune di Barghe

Lo stemma è stato creato nel 1960 e, privo di un decreto di concessione ufficiale, è usato liberamente dal Comune. Gli attrezzi per lo scavo simboleggiano i locali giacimenti minerari di ferro e di rame, e le api l'operosità delle industrie per la produzione e la lavorazione dei latticini e delle segherie per legname.
Lo scudo è sormontato dalla corona muraria, utilizzata nell'araldica civica italiana per simboleggiare la corona di Comune d'argento. La corona è un attributo iconografico dell'Italia (nella scultura e nella pittura) ed è una personificazione simbolica della Nazione. In basso, posti in decusse, due ramoscelli verdi di lauro a destra e di quercia a sinistra uniti al centro da un fiocco di colore rosso, racchiudono lo scudo sui lati.
Il gonfalone è un drappo partito di rosso e di bianco.

## Società

### Evoluzione demografica
Abitanti censiti

## Amministrazione
Elenco dei sindaci dal 1987:
| Periodo          | Periodo          | Primo cittadino        | Partito | Carica           | Note          |
| ---------------- | ---------------- | ---------------------- | ------- | ---------------- | ------------- |
| 22 luglio 1987   | 22 marzo 1993    | Pier Alberto Ognibeni  | PSI     | Sindaco          | [ 13 ]        |
| 29 marzo 1993    | 30 maggio 2006   | Gian Antonio Girelli   | PPI-DL  | Sindaco          |               |
| 30 maggio 2006   | 30 novembre 2012 | Oriano Ceresa          | DL-PD   | Sindaco          | [ 14 ] [ 15 ] |
| 30 novembre 2012 | 27 maggio 2013   | Giorgio Girelli        | PD      | Vicesindaco f.f. |               |
| 27 maggio 2013   | in carica        | Giovan Battista Guerra | PD      | Sindaco          | [ 16 ] [ 17 ] |